# Supíkovice

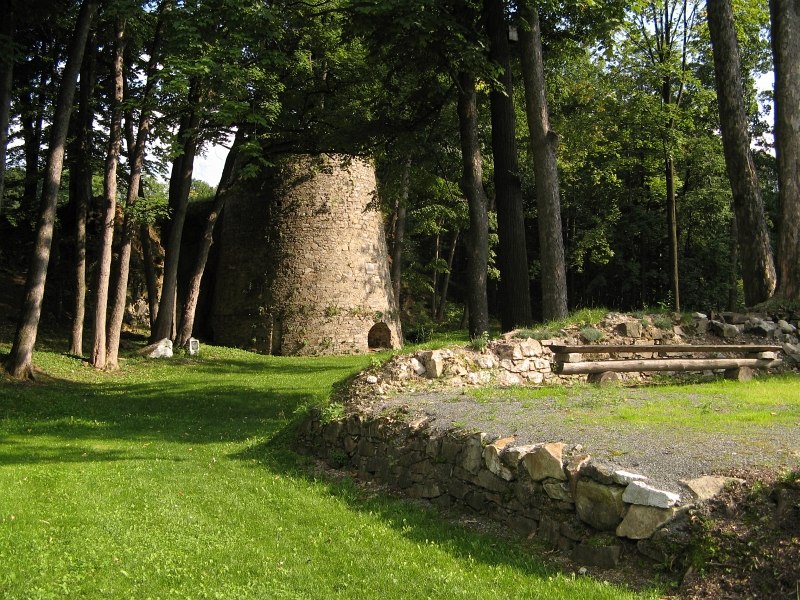
Alter Kalkofen

Supíkovice (deutsch Saubsdorf) ist eine Gemeinde in Tschechien.

## Geschichte
Das Dorf soll bereits um das Jahr 1000 bestanden haben. Es wird vermutet, dass der heutige existierende Kirchturm Teil einer Schlossanlage aus jener Zeit ist, die verloren gegangen ist. Der Ort entstand an der Handelsstraße zwischen Neisse und Freiwaldau um zwei Gutshöfe durch die Besiedlung mit kleinen Bauernhöfen, die dem Gute dienstbar waren.
Erstmals urkundlich erwähnt wird der Ort um 1284 in der «Thomasakte» des Bistums Breslau als Supicovici. Supicowitz um 1300 und auch Supeyngisdorf. Weitere Namen sind Subichsdorf, dann Supigisdorf, Saupisdorf.
„Nach 7 Bauernstellen um das Jahr 1300, kamen 1400 weiter 8 weitere und um 1500 weitere 14 hinzu. Ab dieser Zeit, bestimmte der Kalkstein - sprich: Saubsdorfer Marmor - das Geschehen im Dorfe mit, denn er wurde in Meilern unterm Niederberg, in der Hauptsache aber im Kalkofen, im Steinbruch neben dem Oberhof (1842) von den «freien Kalkbrennern» zu Kalk gebrannt und über die «alte Kalkstraße» per Pferdefuhrwerk nach Neisse oder Breslau verfachtet“. Trotz dieser Entwicklung blieb der Ort dörflich: „1836 hat Saubsdorf 113 Häuser, wovon die meisten aus Holz sind. Doch erfreut es sich einer steinerne Kirche und Schule. (..) Es sind 758 Einwohner“. 1880 wurde die Kirche neogotisch umgebaut und ausgestattet. 

Der Ort wurde neben der bäuerlichen Struktur durch die Marmorindustrie geprägt. Unter dem Dorf zieht sich eine 2 km lange Steinader vom Spitzstein bis zum Ende des Dorfes hindurch. Eine westlich des Dorfes verlaufende Marmorader wurde nach 1800 durch weitere Steinbrüche erschlossen, die den Marmor nicht nur zur Kalkproduktion verwendeten, sondern Werksteine, wie z. B. Stufen und Futtertröge, fertigten.
Etwa 1830 bis 1840 entstand die Steinindustrie, die den Marmor für Bauten und vor allem Grabdenkmale veredelte.

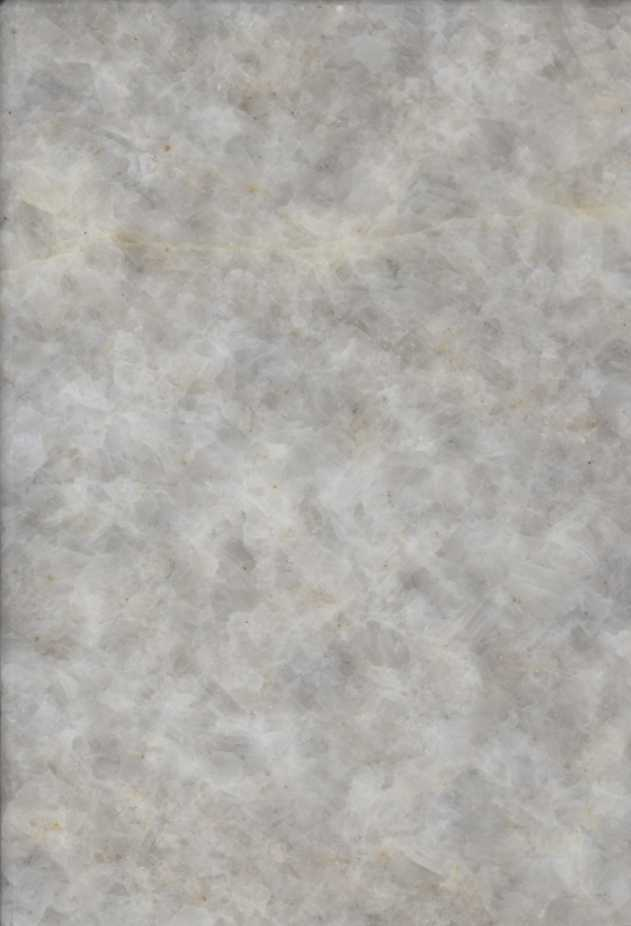
Saubsdorfer Marmor

Eine wesentliche Voraussetzung zur Entwicklung der Marmorindustrie bildete der Eisenbahnanschluss über die Station Sandhübel-Saubsdorf. Neben der Marmorbearbeitung wurden auch Granite verarbeitet und die jährliche Menge der exportierten Rohsteine und Marmorerzeugnisse erreichte vor dem Ersten Weltkrieg die Menge von 1.500 m³. So wurde Saubsdorf zum „schlesischen Carrara“. Zur Ausbildung der nötigen Fachkräfte wurde am 15. Februar 1886 im Beisein zahlreicher Steinbruchbesitzer, Steinmetzmeister und des Landtagsabgeordneten aus Tomíkovice (Domsdorf), Adolf Latzel, eine Staatsfachschule für die Steinbearbeitung, eine Steinmetzschule für die Marmorbearbeitung, gegründet (in Friedeberg wurde im gleichen Jahr eine Steinmetzschule für die Granitbearbeitung eröffnet).
Um die beiden Orte konzentrierte sich die westschlesische Natursteinindustrie mit ihren Fachschulen, die beispielsweise um 1930 mehr als 800 Steinschleifmaschinen (die vor allem von Frauen bedient wurden) im Betrieb hatte; in der restlichen ČSR waren es etwa 400. Vor dem Zweiten Weltkrieg existierten über 20 Industriebetriebe und Steinmetzwerkstätten, in denen von den 1700 Einwohnern des Dorfes mehr als 500 Personen Arbeit fanden. Nach dem Münchner Abkommen wurde der Ort dem Deutschen Reich zugeschlagen und gehörte bis 1945 zum Landkreis Freiwaldau. Nach der Ausweisung der deutschen Bevölkerung nach 1945 zerfiel die Steinindustrie und die Fachschule wurde geschlossen. In der ehemaligen Fachschule befindet sich heute eine Volks- und Realschule.
Die Gemeinde Saubsdorf hatte am 1. Dezember 1930 1.734 Einwohner, am 17. Mai 1939 waren es 1.712 und am 22. Mai 1947 749 Bewohner. Heute leben etwa 650 Einwohner in Supíkovice.

### Lomy
Lomy entstand durch die Aufteilung der Ländereien des Gutes im Niederdorf Ende des 18. Jahrhunderts im Rahmen einer Bodenreform als  Kolonie Geislersfeld (der Begriff stammt wahrscheinlich von dem Gutsflurnamen -Gisse). Noch bis 1945 wurden die Häuser nach ihrer Zugehörigkeit zu Saubsdorf und Geislersfeld unterschieden, wobei die meisten Häuser in der Nähe des ehemaligen Gutes lagen, d. h. in der Nähe der Steinfachschule.

## Gemeindegliederung
Für Supíkovice sind keine Ortsteile ausgewiesen. Zu Supíkovice gehört die Ortslage Lomy (Geislersfeld).

## Sehenswürdigkeiten
- Kirche der hl. Hedwig
- Alter Kalkofen

## Söhne und Töchter des Ortes
- Albert Förster (1832–1908); Begründer der Granitindustrie, 1901 Hofsteinmetzmeister; 1938 ca. 1.800 Arbeiter und Angestellte in 8 Betrieben im Bezirk Freiwaldau.
- Franz Kretschmer (* 1920 † ); Sohn mehrerer Steinmetzgenerationen, Verfasser des Heimatbuch Adnet[8].